# Biolingüística

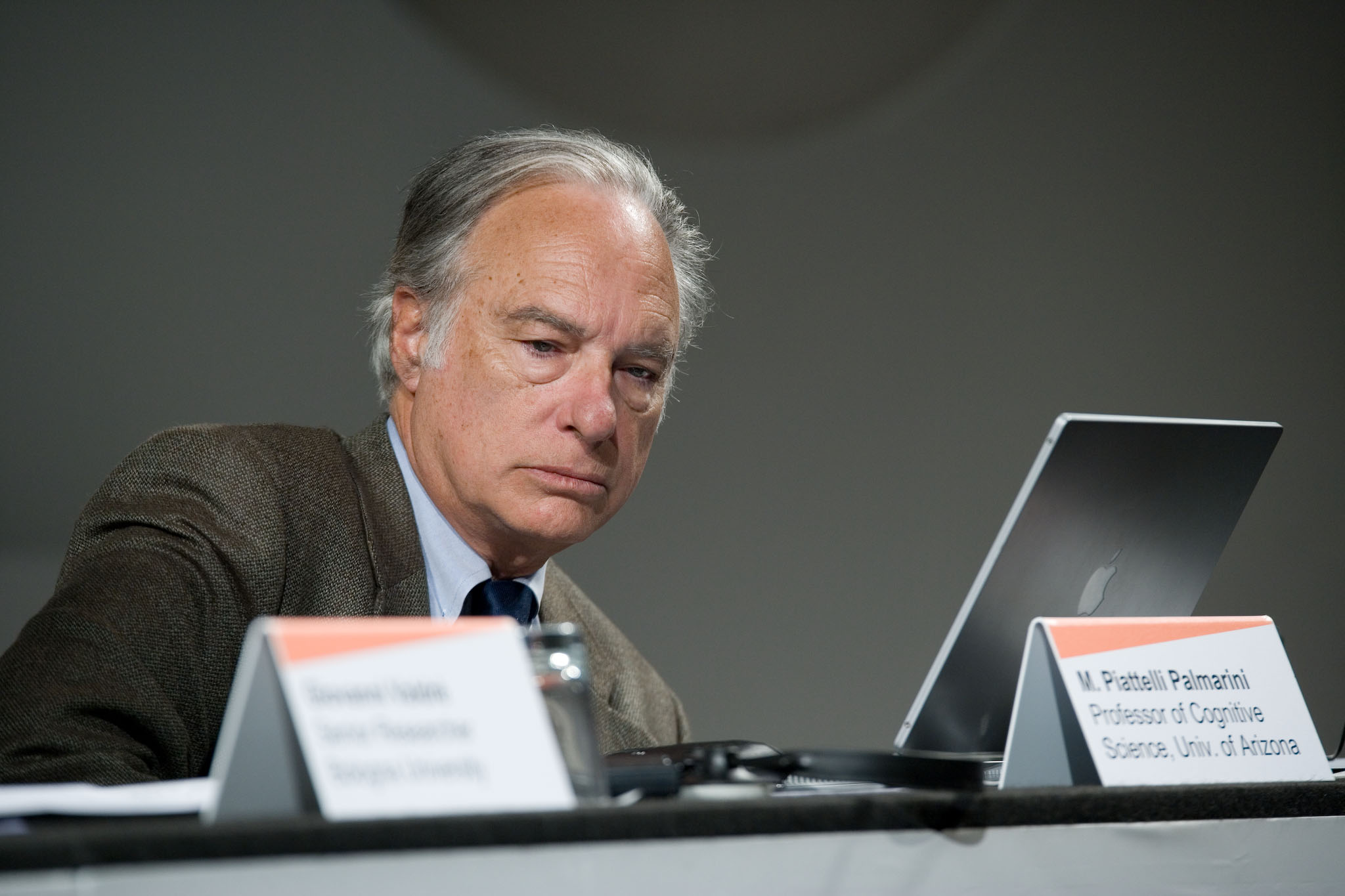
Massimo Piattelli Palmarini

La biolingüística es el estudio del lenguaje natural desde una perspectiva biológica y evolutiva. Se trata de un campo altamente interdisciplinario dado que se relaciona con diversos campos como la biología, la lingüística, la psicología, la antropología, las matemáticas y la neurolingüística para explicar la formación del lenguaje. Busca generar un marco mediante el cual se puedan comprender los fundamentos de la facultad del lenguaje. Este campo fue introducido por primera vez por Massimo Piattelli-Palmarini, profesor de Lingüística y Ciencias Cognitivas en la Universidad de Arizona. Se presentó por primera vez en 1971, en una reunión internacional en el Instituto de Tecnología de Massachusetts (MIT).
La biolingüística, también llamada enfoque biolingüístico, tiene sus orígenes en el trabajo de Noam Chomsky y Eric Lenneberg sobre la adquisición del lenguaje que comenzó en la década de 1950 como una reacción al paradigma conductista entonces dominante. Fundamentalmente, la biolingüística desafía la visión de la adquisición del lenguaje humano como un comportamiento basado en interacciones y asociaciones estímulo-respuesta. Chomsky en la década de 1960 propuso el Dispositivo de Adquisición del Lenguaje (LAD) como una herramienta hipotética para la adquisición del lenguaje con la que sólo nacen los humanos. De manera similar, Lenneberg (1967) formuló la hipótesis del período crítico, cuya idea principal es que la adquisición del lenguaje está biológicamente limitada. Estos trabajos fueron considerados pioneros en la configuración del pensamiento biolingüístico, en lo que supuso el inicio de un cambio de paradigma en el estudio del lenguaje.

## Orígenes
La investigación de los fundamentos biológicos del lenguaje está asociada con dos períodos históricos, a saber, el del siglo XIX (principalmente a través de la teoría evolutiva darwiniana) y el siglo XX (principalmente a través de la integración de la lingüística matemática (en forma de la gramática generativa chomskiana) con la neurociencia.

### SigloXIX: la teoría de la evolución de Darwin

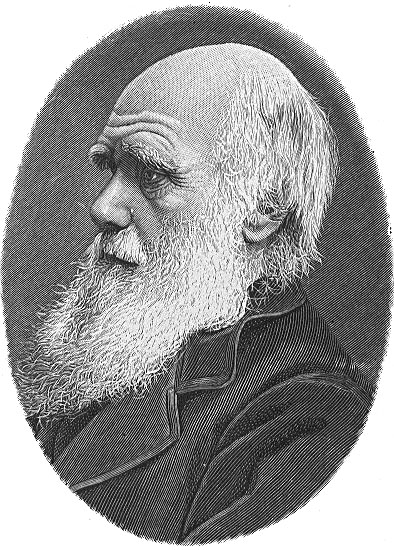
Charles Darwin.

El darwinismo inspiró a muchos investigadores a estudiar el lenguaje, en particular la evolución del lenguaje, a través de la lente de la biología. La teoría de Darwin sobre el origen del lenguaje intenta responder tres preguntas importantes:
1. ¿Sufrieron los individuos algo parecido a la selección a medida que evolucionaron?
2. ¿La selección jugó un papel en la producción de la capacidad de lenguaje en los humanos?
3. Si la selección jugó un papel, ¿fue la selección la principal responsable del surgimiento del lenguaje? ¿Fue sólo una de las varias causas que contribuyeron?

El lingüista alemán Auguste Scheurer-Kestner fue el pionero representativo de la biolingüística y analizó la evolución del lenguaje basándose en la teoría de la evolución de Darwin. Dado que se creía que la lingüística era una forma de ciencia histórica bajo la influencia de la Société de Linguistique de Paris, no se permitían especulaciones sobre el origen del lenguaje. Como resultado, casi ningún lingüista destacado escribió sobre el origen de la lengua, aparte del lingüista alemán Hugo Schuchardt. El darwinismo abordó los argumentos de otros investigadores y académicos de manera muy similar a la de Max Müller al argumentar que el uso del lenguaje, si bien requiere una cierta capacidad mental, también estimula el desarrollo del cerebro, permitiendo largas cadenas de pensamiento y fortaleciendo el poder. Darwin trazó una amplia analogía entre la evolución de las lenguas y las especies, observando en cada dominio la presencia de rudimentos, de cruces y mezclas, y de variaciones, y destacando cómo cada desarrollo se desarrolla gradualmente a través de un proceso de lucha.

### SigloXX: fundamento biológico del lenguaje
La primera fase en el desarrollo de la biolingüística se extiende hasta finales de la década de 1960 con la publicación de Biological Foundation of Language (1967) de Lennberg. Durante la primera fase el trabajo se centró en:
- Especificar las condiciones límite del lenguaje humano como sistema de cognición;
- desarrollo del lenguaje tal como se presenta en la secuencia de adquisición por la que pasan los niños cuando aprenden un idioma;
- genética de los trastornos del lenguaje que crean discapacidades específicas del lenguaje, incluidas la dislexia y la sordera) y
- evolución del lenguaje.

Durante este período, se lograron mayores avances en la comprensión de las propiedades definitorias del lenguaje humano como sistema de cognición. Tres acontecimientos históricos dieron forma al campo moderno de la biolingüística: se convocaron dos conferencias importantes en la década de 1970 y Lyle Jenkins publicó un artículo retrospectivo en 1997.
- 1974: La primera conferencia biolingüística oficial fue organizada por él en 1974, reuniendo a biólogos evolutivos, neurocientíficos, lingüistas y otros interesados en el desarrollo del lenguaje en el individuo, sus orígenes y evolución.[6]
- 1976: La Academia de Ciencias de Nueva York celebró otra conferencia, tras la cual se publicaron numerosos trabajos sobre el origen del lenguaje.[7]
- 1997: Para el 40 aniversario de la gramática generativa transformacional, Lyle Jenkins escribió un artículo titulado "Biolingüística: desarrollo de estructuras y evolución del lenguaje".[8]

La segunda fase comenzó a finales de los años 1970. En 1976, Chomsky formuló las cuestiones fundamentales de la biolingüística de la siguiente manera: i) función, ii) estructura, iii) base física, iv) desarrollo del individuo, v) desarrollo evolutivo. A finales de la década de 1980 se lograron grandes avances en la respuesta a preguntas sobre el desarrollo del lenguaje. Esto luego generó más preguntas sobre el diseño, la función y la evolución del lenguaje. Al año siguiente, Juan Uriagereka, un estudiante de posgrado de Howard Lasnik, escribió el texto introductorio a Rima y razón: una introducción a la sintaxis minimalista. Su trabajo renovó el interés por la biolingüística, lo que impulsó a muchos lingüistas a investigar la biolingüística con sus colegas de disciplinas científicas adyacentes. Tanto Jenkins como Uriagereka destacaron la importancia de abordar el surgimiento de la facultad del lenguaje en los humanos. Casi al mismo tiempo, los genetistas descubrieron un vínculo entre el déficit del lenguaje manifestado por los miembros de la familia KE y el gen FOXP2. Aunque FOXP2 no es el gen responsable del lenguaje,este descubrimiento reunió a muchos lingüistas y científicos para interpretar estos datos, renovando el interés de la biolingüística.
Aunque muchos lingüistas tienen opiniones diferentes cuando se trata de la historia de la biolingüística, Chomsky cree que su historia fue simplemente la de la gramática transformacional. Mientras que la profesora Anna Maria Di Sciullo afirma que la investigación interdisciplinaria de la biología y la lingüística en las décadas de 1950 y 1960 condujo al surgimiento de la biolingüística. Además, Jenkins cree que la biolingüística fue el resultado de gramáticos transformacionales que estudiaron los mecanismos biológicos y lingüísticos humanos. Por otro lado, los lingüistas Martin Nowak y Charles Yang sostienen que la biolingüística, que se originó en la década de 1970, es una gramática transformacional distinta; más bien, una nueva rama del paradigma de investigación en lingüística y biología iniciado por la gramática transformacional.

## Perspectiva histórica
La perspectiva biolingüística empezó a tomar forma alrededor de los años 1960 aproximadamente, impulsada por los desarrollos de la biología, la matemática y la lingüística formal. Aún hoy, Foundations of Language publicado por Eric Lenneberg en 1967 continúa siendo un libro clave para el campo.
En 1974 se realizó la primera conferencia en Biolingüística, organizada por Massimo Piatelli-Palmarini, quien convocó a lingüistas, biólogos, neurólogos y otros expertos interesados en el desarrollo del lenguaje en el individuo, su origen y evolución.
En años recientes, el esfuerzo por compatibilizar los resultados de la lingüística formal (particularmente la Gramática generativa) y la biología, brindando una explicación natural al fenómeno lingüístico ha sido llamado Programa minimalista. Gran parte de los supuestos teóricos de este programa de investigación están dirigidos a mover el foco de investigación en lingüística hacia un marco más amplio y comprehensivo que se acerque a las ciencias naturales.

## Fundamentos del enfoque biolingüístico
Se ha criticado a este enfoque aludiendo que sus vagas metáforas intentan relacionar fenómenos lingüísticos y fenómenos biológicos, sin intentar dar una explicación verdadera acerca del lenguaje ni de su biología. Sin embargo, esta búsqueda de similitud entre ambos campos está fundamentada. Recientemente se ha mostrado que el lenguaje posee las propiedades de otros sistemas biológicos: el número de nodos en una estructura sintáctica, la ramificación binaria (que surge de las propiedades de la Teoría de la X' y del ensamble) y la formación de fases en la derivación responden al número áureo.[cita requerida] Esto nos indica que el lenguaje se encuentra regido por principios semejantes a los de otros sistemas naturales.
El enfoque se ha visto enriquecido por el trabajo interdisciplinario, que ha intentado aplicar los descubrimientos de la lingüística formal tanto a nivel fisiológico como cognitivo, aislando en cierta forma las propiedades esenciales del lenguaje humano y permitiendo de esta manera el estudio comparativo con otras especies. Así, la recursión (aunque probablemente la fonología y el léxico) aparecen como propiedades exclusivas del ser humano y de su lenguaje. Actualmente se intenta fundamentar estas diferencias a través de la mutación de un gen, el FoxP2. Si bien este gen se encuentra presente en los mamíferos en general, presenta una secuenciación específica en el ser humano moderno. De hecho, una mutación en este gen puede originar un desorden específico del lenguaje.